# Kanunnikenhuizen (Tongeren)

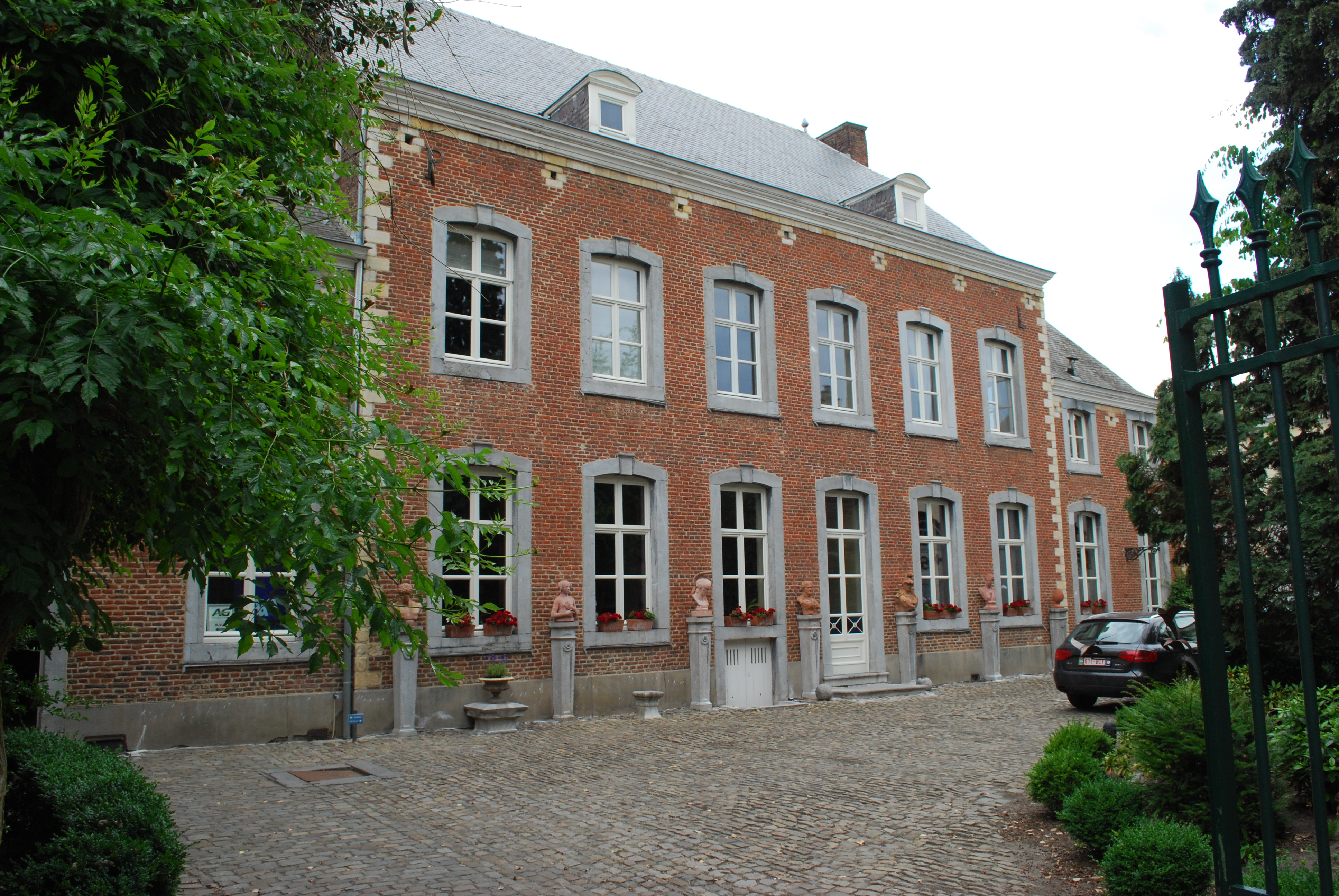
Kanunnikenhuis aan de Vermeulenstraat

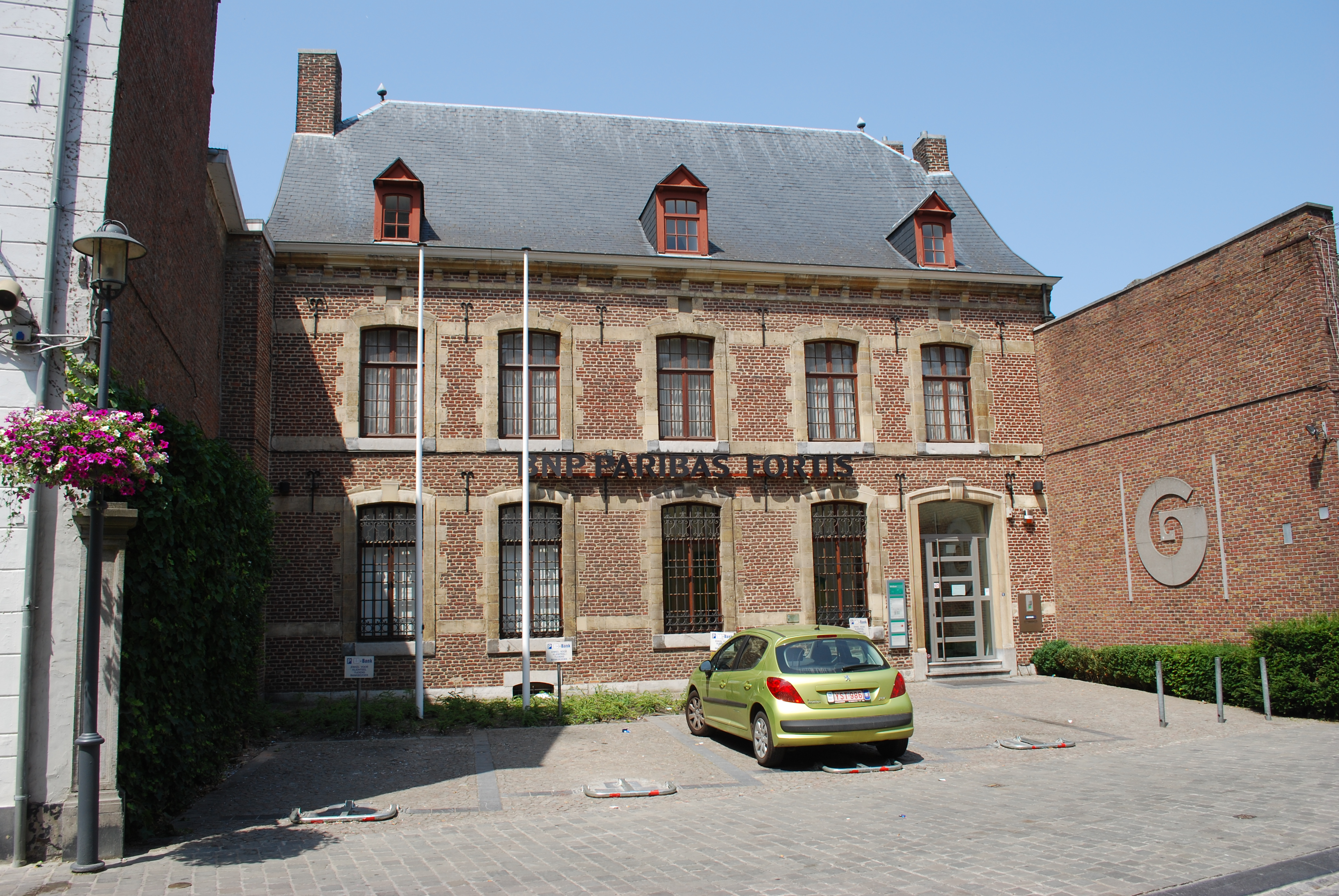
Kanunnikenhuis aan de Maastrichterstraat

De Kanunnikenhuizen in Tongeren waren de huizen van de kanunniken verbonden met het kapittel van de Onze-Lieve-Vrouwekerk. De kanunniken van het Onze-Lieve-Vrouwekapittel stonden van de 9de tot aan het einde van de 18de eeuw aan het hoofd van het kerkelijk leven in de stad.

## Geschiedenis
Van de 9de tot de 13de eeuw verbleven de kapittelheren van Onze-Lieve-Vrouwe in de kloostergebouwen aan de oostzijde van de kerk, het monasterium. In die tijd kende Tongeren zo'n 20 seculiere kanunniken die een voorname functie hadden bij het reilen en zeilen van het middeleeuwse stadsleven. In het midden van de 13de eeuw gaven de broeders het gemeenschapsleven op en vestigden ze zich in twaalf genummerde huizen ten noorden van de kerk, deze woningen werden opgetrokken op het domein van de voormalige kloostertuin. Omdat sommige kanunniken omwille van hun functie vaak buiten de stad verbleven, bv. in het prins-bisschoppelijk paleis, in pastorieën op buitenparochies of aan universiteiten, was er geen nood aan 20 kanunnikenhuizen, dit verklaart waarom er slechts 12 kanunnikenhuizen gebouwd werden. Het kapittel en zijn kanunniken hielden op te bestaan aan het einde van de 18de eeuw. Het Franse bewind liet het kapittel ontbinden, waardoor de kapittelkerk omgevormd werd tot een parochiekerk.
Bij de Grote Brand van Tongeren in 1677 werden alle kanunnikenhuizen geheel of gedeeltelijk verwoest. Daarom besloot men in de 17de en 18de eeuw de huizen te herbouwen in verschillende stijlen, waaronder de Maaslandse renaissancestijl en diverse classicistische stijlen. Van de 12 oorspronkelijke kanunnikenhuizen zijn er nog 9 bewaard gebleven. Deze bevinden zich aan de Maastrichterstraat, Kloosterstraat en Vermeulenstraat.